# Fu Hao (dyplomata)
Fu Hao (chiń. 符浩, ur. 13 kwietnia 1916 w Liquan, prowincja Shaanxi; zm. 17 czerwca 2016) – chiński dyplomata. 

## Życiorys
Piąty ambasador Chińskiej Republiki Ludowej w Wietnamie. Pełnił tę funkcję od września 1974 do kwietnia 1977. Był także drugim, kolejnym ambasadorem w Japonii od sierpnia 1977 do lutego 1982. Dwukrotnie pełnił funkcję wiceministra spraw zagranicznych – od maja 1972 do września 1974 oraz od grudnia 1981 do kwietnia 1982.